# Ain al-Hilweh
Ain al-Hilweh (arabisch عين الحلوة, DMG ʿAin al-Ḥulwa ‚süße natürliche Quelle‘), auch Ayn al-Hilweh und Ein al-Hilweh genannt, ist das größte palästinensische Flüchtlingslager im Libanon. Ursprünglich lebten dort mehr als 70 000 palästinensische Flüchtlinge, doch durch den Zustrom von Flüchtlingen aus Syrien seit 2011 ist die Zahl auf fast 120 000 angestiegen. Das Lager befindet sich westlich des Dorfes Miye ou Miye und des Flüchtlingslagers Mieh Mieh, südöstlich der Hafenstadt Sidon und nördlich von Darb Es Sim.
Ain al-Hilweh wurde 1948 vom Internationalen Komitee vom Roten Kreuz in der Nähe der Stadt Sidon eingerichtet, um Flüchtlinge aus Amqa, Saffuriya, Sha'ab, Taitaba, Manshieh, al-Simireh, al-Nahr, Safsaf, Hittin, al-Ras al-Ahmar, al-Tira und Tarshiha im Norden Palästinas aufzunehmen. Ain al-Hilweh befindet sich auf Grundstücken, die Landbesitzern aus Miye ou Miye, Darb Es Sim und Sidon gehören. Da die libanesischen Streitkräfte das Lager nicht betreten dürfen, wurde Ain al-Hilweh von den libanesischen Medien als „rechtsfreie Zone“ bezeichnet. Es wird vermutet, dass viele von der libanesischen Regierung gesuchte Personen aufgrund der fehlenden libanesischen Autorität in dem Lager Zuflucht gefunden haben.